# Proschoenobius forsteri
Proschoenobius forsteri là một loài bướm đêm trong họ Crambidae.